# Маккиннон, Энн
Энн Маккиннон, также известная как Энни П. Маккиннон (4 марта 1879, Роуг, остров Скай, Шотландия — 6 февраля 1953, Хайден, Кентукки) — шотландская медсестра и акушерка. Во время Первой мировой войны она присоединилась к Корпусу медсестер под французским флагом, служила во Франции и была награждена Военным крестом за храбрость. После войны она осталась во Франции, а затем переехала в Соединенные Штаты, чтобы работать в Пограничной службе медсестер в Кентукки.

## Биография

### Ранние годы и образование
Маккиннон родилась 4 марта 1879 года в Роуг, остров Скай в семье Джорджины Уркхарт и Джона Маккиннона. Она получила образование в начальной школе Данвеган на острове Скай, а затем переехала в центральную Шотландию, чтобы стать медсестрой. Четыре года она проучилась в Школе медсестер при больнице округа Эр, а затем получила квалификацию медсестры и акушерки Королевского округа в Эдинбурге. С 1901 года она работала медсестрой-стажером в больнице Брейхед Коттедж, Дамбартон.

## Карьера

### Армейская карьера во Франции
В 1914 году Маккиннон вступила в Корпус медсестер под французским флагом и вскоре после этого отправилась во Францию, поскольку началась Первая мировая война. Она и другие «британские медсестры во Франции» были на передовой. В 1918 году Маккиннон была награждена Военным крестом за храбрость во время Третьей битвы на Эне. Об этом писали газеты The Times и The British Journal of Nursing:«Медсестра, которая в тяжелых условиях вывода машины скорой помощи из под обстрела противника до последней минуты продолжала оказывать помощь больным и раненым, все три года посвятила французским солдатам, демонстрируя храбрость».
После войны Маккиннон осталась во Франции, работая в Марселе и Париже в Фонде Рокфеллера. Её основная задача заключалась в том, чтобы обучать группу французских девушек уходу за больными, включая туберкулез и заботу о младенцах.

### Карьера в Америке
В 1928 году Маккиннон отправилась в Нью-Йорк, Соединенные Штаты. Она работала в Центре медсестер Бич-Форк и больнице Хайден, Кентукки. В 1929 году Мэри Брекинридж назначила Маккиннон суперинтендантом больницы Хайден. Больница Хайден входила в состав недавно созданной Пограничной службы медсестер (FNS). Под руководством Пограничной службы медсестер были созданы шесть аванпостов в Аппалачи на востоке Северной Америки.
В 1930 году вместе с Брекинридж Маккиннон основала Ассоциацию акушерок штата Кентукки. Это была первая ассоциация акушерок в США.

## Смерть
Маккиннон умерла 6 февраля 1953 года в Хайдене, штат Кентукки от сердечного приступа. Она похоронена в Вендовере, Кентукки.

## Награды
Во время Первой мировой войны она была удостоена Военного креста за храбрость.